# La Chapelle-Saint-Laud
La Chapelle-Saint-Laud è un comune francese di 631 abitanti situato nel dipartimento del Maine e Loira nella regione dei Paesi della Loira.

## Società

### Evoluzione demografica
Abitanti censiti